# 도코지역
도코지역(일본어: 東光寺駅)은 일본 니가타현 산조시에 있는, 동일본 여객철도의 철도역이다. 신에쓰 본선이 지나간다.

## 역 구조
상대식 2면 2선 구조의 지상역으로, 양쪽 승강장은 과선교로 이어져 있다.
쓰바메산조역이 관리하는 무인역으로, 역사는 맞이방 및 도코지 역을 자발적으로 관리하는 "도코지 역 협의회"의 사무실 기능을 하고 있다. 또, 간이자동발권기, 간이 스이카 개찰기, 재래식 화장실, 자동판매기 등이 있다. 스이카 및 제휴 교통카드의 사용은 가능하나, 충전은 불가능하다.

### 승강장
| 1 | ■ 신에쓰 본선 | 히가시산조 · 니쓰 · 니가타 방면 |
| 2 | ■ 신에쓰 본선 | 미쓰케 · 나가오카 방면          |

## 역사
- 1944년 5월 29일 - 일본국유철도의 도코지 신호장으로 개업하였다.
- 1953년 7월 1일 - 도코지 역으로 승격되었다.
- 1987년 4월 1일 - 민영화에 따라 동일본 여객철도의 소속이 되었다.
- 2008년 3월 15일 - 스이카의 사용이 가능해졌다.

## 인접역
| 동일본 여객철도 신에쓰 본선 | 동일본 여객철도 신에쓰 본선 | 동일본 여객철도 신에쓰 본선 |
| --------------------------- | --------------------------- | --------------------------- |
| 오비오리 나오에쓰 방면      | ■ 보통                      | 산조 니가타 방면            |